# Cumbie Glacier
Cumbie Glacier är en glaciär i Antarktis. Den ligger i Västantarktis. Nya Zeeland gör anspråk på området. Cumbie Glacier ligger 124 meter över havet.
Terrängen runt Cumbie Glacier är kuperad åt sydväst, men åt nordost är den platt. Trakten är obefolkad. Det finns inga samhällen i närheten.